# Siphloplecton brunneum
Siphloplecton brunneum är en dagsländeart som beskrevs av Berner 1978. Siphloplecton brunneum ingår i släktet Siphloplecton och familjen Metretopodidae. Inga underarter finns listade i Catalogue of Life.